# Marcel Moniquet
Pour les articles homonymes, voir Moniquet.
Marcel Moniquet, né le 28 novembre 1896 à Liège et mort le 23 octobre 1986 à Bruxelles (province de Brabant), est un romancier et auteur de bande dessinée belge. Durant sa carrière, il a utilisé différents pseudonymes, tels Odette Lachaumière, C. de la Rochelle ou Marc Joe.

## Biographie
Marcel Moniquet naît le 28 novembre 1896 à Liège.
Dans l'entre-deux-guerres, il travaille comme affichiste puis comme romancier, écrivant des récits publiés dans la presse quotidienne belge francophone. Il débute tardivement dans la bande dessinée en 1939 dans Le Sourire du monde, supplément hebdomadaire de La Nation belge. Puis, il reprend à Guy Depière dans Bimbo, les personnages : Roberjac, Robin moderne ou encore Tommy Tuller. Il travaille aussi à Jeep et Jeep-Blondine autres publications du Studio Guy. Il passe à Annette où il crée Claudine au pays des contes et à L'Explorateur en 1948,. Ensuite, il participe notamment de 1949 à 1956 à Héroïc-Albums, réalisant notamment les séries historiques Jean des Flandres et Aviorix. Il quitte ensuite à nouveau ce domaine, n'y revenant que brièvement en 1969-1970 lorsqu'Héroïc-albums est relancé le temps de 7 numéros.
Selon Patrick Gaumer, Marcel Moniquet est un illustrateur réaliste de grand talent, quoique méconnu du grand public. Il fait partie de la première génération des dessinateurs belges.
Marcel Moniquet meurt le 23 octobre 1986 à Bruxelles, à l'âge de 89 ans.

## Œuvres

### Publications

#### Albums de bande dessinée
- Napoléon Bonaparte[5], Éditions de l'Essor, juin 1947
Scénario : Anne-C. Dailly  - Dessin : Marcel Moniquet

##### Jean des Flandres
- Aventures en Espagne[6], Serge Algoet, Bruxelles, 1980
Scénario et dessin : Marcel Moniquet - Couleurs : noir et blanc

#### Romans
- La Chanson du rayi, Liège, Liège-Éditions, 1941
- La Randonnée du solitaire, Bruxelles, 1941
- La Sagesse du fou, Bruxelles, G. I. G, 1942
- La Ronde des miasmes, Bruxelles, Éditions de l'Étoile, 1943

## Prix
- 1984 :  prix Géant de la BD décerné par la Chambre belge des experts en bande dessinée[7] pour Jean des Flandres.